# 耿望舒
耿望舒（？年—？年），峨嵋人，由恩貢，任鄰水縣教諭。是一位政治人物，清朝時曾在四川順慶府鄰水縣（位於今四川省東部，梁大同三年置，是一個千年古縣）擔任官吏。